# Efecte penell

Moviment de guinyada en una aeronau.

L'efecte penell (en anglès weathervaning) és un fenomen experimentat per aeronaus a terra i per aeronaus d'ala giratòria tant a terra com a l'aire.
L'aeronau a terra té un punt de pivotatge natural en un eix a través dels punts de contacte del tren d'aterratge principal (deixant de banda els efectes de convergència del tren principal). Com que la majoria de l'àrea lateral d'una aeronau es troba darrere d'aquest punt de pivotatge, qualsevol vent creuat crearà un moment de guinyada que tendeix a fer girar el morro de l'aeronau.
No s'ha de confondre amb l'estabilitat direccional, ja que aquesta les aeronaus l'experimenten durant el vol.
El terme també fa referència a un fenomen similar en petits coets guiats per aletes que, quan s'enlairen verticalment, tendiran a seguir un camí de vol que els farà anar amunt.